# Данилов, Фёдор Данилович
Фёдор Данилович Данилов — сын боярский на службе у московского князя Ивана III.

## Происхождение и семья
Дворянин из рода Нетшиных — XIX колено от Рюрика. Род Нетшиных, происходя от князей Смоленских, княжеское достоинство утратил. Четвёртый из пятерых сыновей окольничего Даниила Ивановича Нетшина.

## Служба
В 1495 году назван среди постельников в свите Ивана III во время его похода на Новгород. В 1500 году присутствовал на свадьбе В. Д. Холмского.